# جوزيف ليستر
جوزيف ليستر (14 مايو 1930 - 28 يناير 1991) (بالإنجليزية: Joseph Lister)‏ هو لاعب كريكت بريطاني.